# Julien Moineau
Pour les articles homonymes, voir Moineau (homonymie).
Julien Moineau, né le 27 novembre 1903 à Clichy et mort le 14 mai 1980 à La Teste, surnommé « Piaf », est un coureur cycliste français.

## Biographie
Julien Moineau devient professionnel en 1927 et le reste jusqu'en 1937. Il remporte 22 victoires au cours de sa carrière, dont trois étapes du Tour de France : en 1928 lors de la 14e étape de Grenoble à Évian, en 1929 lors de la 8e étape de Bordeaux à Bayonne et en 1935 lors de la 17e étape de Pau à Bordeaux. Lors de cette dernière, alors que tout le peloton décide de s'arrêter pour boire des bières distribuées par des spectateurs, il est le seul à continuer et s'impose avec plus de 15 minutes d'avance. 

## Palmarès
- 1924
  - 3e du championnat de France militaires sur route
- 1927
  - Paris-Le Havre
  - Critérium National du Printemps
  - Circuit du Bourbonnais
  - Circuit de Bourgogne
  - GP Wolber (par équipes)[2]
  - 8e du Tour de France
- 1928
  - 14e étape du Tour de France
- 1929
  - 8e étape du Tour de France
  - Circuit de la Mayenne
  - 2e du Circuit de Paris
  - 3e de Marseille-Lyon
  - 7e de Paris-Tours
  - 8e de Paris-Roubaix
- 1930
  - Paris-Limoges
  - Circuit du Bassin d'Arcachon
  - Circuit du Forez
  - 2e de Paris-Vichy
  - 2e de Paris-Hénin Liétard
  - 3e du Circuit de la Vienne
  - 10e de Paris-Tours
- 1931
  - Arcachon-Biarritz
  - 2e du Circuit des villes d'eaux d'Auvergne
  - 2e du Circuit du Bassin d'Arcachon
  - 2e du Circuit du Gers
- 1932
  - Challenge Sedis
  - Paris-Tours
  - Paris-Limoges
  - 2e de Paris-Caen
  - 2e du Circuit des Pyrénées Orientales
- 1933
  - Paris-Limoges
  - Grand Prix des Stations Thermales du Cominges
  - 2e du Circuit du Midi
  - 2e du Circuit des Pyrénées Orientales
  - 4e de Bordeaux-Paris
- 1934
  - 3e de Bordeaux-Paris
  - 3e du Critérium des As
- 1935
  - 17e étape du Tour de France
  - 2e de Bordeaux-Paris
- 1936
  - 4e de Bordeaux-Paris

## Résultats sur les grands tours

### Tour de France
5 participations
- 1927 : 8e
- 1928 : 17e, vainqueur de la 14e étape
- 1929 : abandon, vainqueur de la 8e étape
- 1932 : 25e
- 1935 : 30e, vainqueur de la 17e étape

### Tour d'Italie
1 participation
- 1932 : 43e